# Asociación para la Investigación de Medios de Comunicación

Logo

Asociación para la Investigación de Medios de Comunicación (kurz: AIMC) ist eine spanische Vereinigung der Kommunikations- und Medienwissenschaften mit Verwaltungssitz in Madrid.
Die AIMC wurde am 20. Juli 1988 gegründet und vom spanischen Ministerium des Innern (Ministerio del Interior) als rechtliche Organisation mit demokratischen Grundsätzen bestätigt. An der AIMC sind 163 Unternehmen, Verwaltungen oder verwandte Medien beteiligt. Zu den Medienbereichen zählen Fernsehen, Film, Radio, Zeitungen, Zeitschriften, Internet-Seiten sowie Unternehmen, die sich mit kommerzieller Werbung (Werbetreibende, Werbeagenturen, Berater) beschäftigen.
Der AIMC ist zuständig für die Ausarbeitung der allgemeinen Medien-Studien in Spanien. Die Medienanalysen Estudi General de Mitjans (EGM) werden in regelmäßigen Abständen herausgegeben.

## Publikationen
- AIMC Bericht April 2008 - März 2009 (Memento vom 28. Mai 2012 im Internet Archive) (PDF-Datei; 333 kB)